# Темновой кадр
Темновой кадр (англ. dark, дарк) — изображение, полученное цифровой фотокамерой без экспонирования матрицы. Таким образом, оно отображает влияние на матрицу лишь посторонних факторов (которые портят снимки): темнового тока, засветки от усилителя и «горячих» пикселей. «Вычитание» темнового кадра из экспонированного кадра даёт исправленное изображение.
Учёт темновых кадров актуален при съёмке тёмных объектов, в частности, в астрофотографии. Для качественных матриц учёт темновых кадров может быть ненужным.
Вычитание темнового кадра делается на этапе «сырых» кадров. Готовые к просмотру снимки (jpeg и прочие) к подобной обработке малопригодны.

## Получение
Темновой кадр можно получить вручную — съёмкой с закрытым объективом. Кроме того, все качественные профессиональные фотоаппараты позволяют сделать и учесть темновой кадр автоматически — в режиме подавления шумов при длительных выдержках; в этом случае фотоаппарат делает его сразу после рабочего кадра и без открывания затвора (таким образом, в этом режиме на съёмку идёт удвоенное время).
Яркость темнового кадра может зависеть от выдержки, температуры окружающей среды, а также от длительности и интенсивности съёмки (которые влияют на нагрев матрицы). Поэтому темновой кадр нужно получать в тех же условиях, с той же выдержкой и тем же значением ISO, что и кадр, который предполагается корректировать «вычитанием».
Качество темнового кадра можно повысить путём усреднения нескольких или многих темновых кадров, снятых в одинаковых условиях. Это приводит к подавлению шумов.

## Прочее
Темновые кадры делаются для коррекции не только снимков объекта, но и кадров плоского поля.
Иногда в астрофотографии делают кадры ошибки считывания — биасы/оффсеты (англ. bias frames или offset frames) — темновые кадры, снятые с как можно меньшей выдержкой (< 1/10 с). Они позволяют пересчитать темновой кадр для другой выдержки. Яркость кадра ошибки считывания равна той части яркости темнового кадра, которая не зависит от выдержки; остальная часть пропорциональна выдержке. Биасы снимаются для ликвидации нагрева матрицы во время экспозиции и ликвидации "температурных шумов" на фотографии.